# Coppa del mondo di triathlon del 2008
La Coppa del mondo di triathlon del 2008 (XVIII edizione) è consistita in una serie di dodici gare.
Tra gli uomini ha vinto lo spagnolo Javier Gómez. Tra le donne si è aggiudicata la coppa del mondo la neozelandese Samantha Warriner.

## Risultati

### Classifica generale

#### Élite Uomini
| Pos. | Nome            | Paese         | Punti |
| ---- | --------------- | ------------- | ----- |
|      | Javier Gómez    | Spagna        | 300   |
|      | Bevan Docherty  | Nuova Zelanda | 246   |
|      | Ivan Vasiliev   | Russia        | 214   |
| 4    | Tim Don         | Regno Unito   | 169   |
| 5    | Laurent Vidal   | Francia       | 159   |
| 6    | Oliver Freeman  | Regno Unito   | 156   |
| 7    | Iván Raña       | Spagna        | 155   |
| 8    | Reto Hug        | Svizzera      | 140   |
| 9    | Tony Moulai     | Francia       | 136   |
| 10   | Simon Whitfield | Canada        | 135   |

#### Élite donne
| Pos. | Nome              | Paese         | Punti |
| ---- | ----------------- | ------------- | ----- |
|      | Samantha Warriner | Nuova Zelanda | 282   |
|      | Felicity Abram    | Australia     | 256   |
|      | Helen Tucker      | Regno Unito   | 210   |
| 4    | Sarah Groff       | Stati Uniti   | 200   |
| 5    | Lisa Nordén       | Svezia        | 197   |
| 6    | Andrea Whitcombe  | Regno Unito   | 180   |
| 7    | Emma Moffat       | Australia     | 174   |
| 8    | Emma Snowsill     | Australia     | 150   |
| 9    | Erin Densham      | Australia     | 131   |
| 9    | Hollie Avil       | Regno Unito   | 131   |

### La serie
Mooloolaba - Australia 
30 marzo 2008
| Pos. | Uomini          | Uomini      | Uomini   | Donne             | Donne      | Donne    |
| Pos. | Atleta          | Paese       | Tempo    | Atleta            | Paese      | Tempo    |
| ---- | --------------- | ----------- | -------- | ----------------- | ---------- | -------- |
|      | Javier Gómez    | Spagna      | 01:49:50 | Emma Snowsill     | Australia  | 02:00:44 |
|      | Brad Kahlefeldt | Australia   | 01:50:14 | Vanessa Fernandes | Portogallo | 02:01:22 |
|      | Tim Don         | Regno Unito | 01:50:23 | Lisa Nordén       | Svezia     | 02:02:07 |

New Plymouth - Nuova Zelanda 
6 aprile 2008
| Pos. | Uomini          | Uomini      | Uomini   | Donne          | Donne     | Donne    |
| Pos. | Atleta          | Paese       | Tempo    | Atleta         | Paese     | Tempo    |
| ---- | --------------- | ----------- | -------- | -------------- | --------- | -------- |
|      | Javier Gómez    | Spagna      | 01:47:33 | Emma Moffatt   | Australia | 02:01:01 |
|      | Brad Kahlefeldt | Australia   | 01:48:03 | Lisa Nordén    | Svezia    | 02:01:07 |
|      | Andrew Johns    | Regno Unito | 01:48:16 | Felicity Abram | Australia | 02:01:16 |

Ishigaki - Giappone 
13 aprile 2008
| Pos. | Uomini          | Uomini    | Uomini   | Donne         | Donne       | Donne    |
| Pos. | Atleta          | Paese     | Tempo    | Atleta        | Paese       | Tempo    |
| ---- | --------------- | --------- | -------- | ------------- | ----------- | -------- |
|      | Simon Whitfield | Canada    | 01:51:12 | Emma Snowsill | Australia   | 02:03:10 |
|      | Rasmus Henning  | Danimarca | 01:51:22 | Erin Densham  | Australia   | 02:03:40 |
|      | Ivan Vasiliev   | Russia    | 01:51:32 | Hollie Avil   | Regno Unito | 02:05:24 |

Tongyeong - Corea del Sud 
26 aprile 2008
| Pos. | Uomini         | Uomini        | Uomini   | Donne             | Donne         | Donne    |
| Pos. | Atleta         | Paese         | Tempo    | Atleta            | Paese         | Tempo    |
| ---- | -------------- | ------------- | -------- | ----------------- | ------------- | -------- |
|      | Tim Don        | Regno Unito   | 01:38:14 | Samantha Warriner | Nuova Zelanda | 01:49:49 |
|      | Bevan Docherty | Nuova Zelanda | 01:38:22 | Hollie Avil       | Regno Unito   | 01:49:59 |
|      | Jan Frodeno    | Germania      | 01:38:23 | Vendula Frintova  | Rep. Ceca     | 01:50:21 |

Richards Bay - Sudafrica 
4 maggio 2008
| Pos. | Uomini              | Uomini      | Uomini   | Donne                   | Donne     | Donne    |
| Pos. | Atleta              | Paese       | Tempo    | Atleta                  | Paese     | Tempo    |
| ---- | ------------------- | ----------- | -------- | ----------------------- | --------- | -------- |
|      | Daniel Unger        | Germania    | 01:52:49 | Carolyn Murray          | Canada    | 02:03:32 |
|      | Matthew Reed        | Stati Uniti | 01:52:50 | Felicity Abram          | Australia | 02:03:35 |
|      | Hendrik De Villiers | Sudafrica   | 01:52:50 | Magali Di Marco Messmer | Svizzera  | 02:03:41 |

Madrid - Spagna 
25 maggio 2008
| Pos. | Uomini            | Uomini      | Uomini   | Donne             | Donne       | Donne    |
| Pos. | Atleta            | Paese       | Tempo    | Atleta            | Paese       | Tempo    |
| ---- | ----------------- | ----------- | -------- | ----------------- | ----------- | -------- |
|      | Javier Gómez      | Spagna      | 01:56:25 | Vanessa Fernandes | Portogallo  | 02:04:46 |
|      | Ivan Vasiliev     | Russia      | 01:56:44 | Helen Jenkins     | Regno Unito | 02:05:49 |
|      | Alistair Brownlee | Regno Unito | 01:56:53 | Daniela Ryf       | Svizzera    | 02:06:10 |

Des Moines - Stati Uniti d'America 
17 giugno 2008
| Pos. | Uomini         | Uomini        | Uomini   | Donne         | Donne       | Donne    |
| Pos. | Atleta         | Paese         | Tempo    | Atleta        | Paese       | Tempo    |
| ---- | -------------- | ------------- | -------- | ------------- | ----------- | -------- |
|      | Rasmus Henning | Danimarca     | 01:54:21 | Emma Snowsill | Australia   | 02:03:15 |
|      | Bevan Docherty | Nuova Zelanda | 01:54:29 | Emma Moffatt  | Australia   | 02:04:35 |
|      | Greg Bennett   | Stati Uniti   | 01:54:32 | Helen Jenkins | Regno Unito | 02:05:21 |

Amburgo - Germania 
6 luglio 2008
| Pos. | Uomini         | Uomini      | Uomini   | Donne          | Donne         | Donne    |
| Pos. | Atleta         | Paese       | Tempo    | Atleta         | Paese         | Tempo    |
| ---- | -------------- | ----------- | -------- | -------------- | ------------- | -------- |
|      | Daniel Unger   | Germania    | 01:46:51 | Ricarda Lisk   | Germania      | 01:57:42 |
|      | Jan Frodeno    | Germania    | 01:46:58 | Felicity Abram | Australia     | 01:58:10 |
|      | Oliver Freeman | Regno Unito | 01:47:05 | Debbie Tanner  | Nuova Zelanda | 01:58:25 |

Tiszaújváros - Ungheria 
13 luglio 2008
| Pos. | Uomini          | Uomini    | Uomini   | Donne            | Donne       | Donne    |
| Pos. | Atleta          | Paese     | Tempo    | Atleta           | Paese       | Tempo    |
| ---- | --------------- | --------- | -------- | ---------------- | ----------- | -------- |
|      | Javier Gómez    | Spagna    | 01:51:31 | Andrea Whitcombe | Regno Unito | 02:02:47 |
|      | Brad Kahlefeldt | Australia | 01:51:50 | Felicity Abram   | Australia   | 02:03:33 |
|      | Steffen Justus  | Germania  | 01:52:15 | Mariana Ohata    | Brasile     | 02:04:06 |

Kitzbühel - Austria 
20 luglio 2008
| Pos. | Uomini        | Uomini        | Uomini   | Donne             | Donne         | Donne    |
| Pos. | Atleta        | Paese         | Tempo    | Atleta            | Paese         | Tempo    |
| ---- | ------------- | ------------- | -------- | ----------------- | ------------- | -------- |
|      | Iván Raña     | Spagna        | 01:45:23 | Nicola Spirig     | Svizzera      | 01:57:28 |
|      | Kris Gemmell  | Nuova Zelanda | 01:45:29 | Carole Péon       | Francia       | 01:57:34 |
|      | Sven Riederer | Svizzera      | 01:45:30 | Samantha Warriner | Nuova Zelanda | 01:58:04 |

Lorient - Francia 
27 settembre 2008
| Pos. | Uomini           | Uomini  | Uomini   | Donne             | Donne         | Donne    |
| Pos. | Atleta           | Paese   | Tempo    | Atleta            | Paese         | Tempo    |
| ---- | ---------------- | ------- | -------- | ----------------- | ------------- | -------- |
|      | Cédric Fleureton | Francia | 01:49:53 | Lisa Nordén       | Svezia        | 02:02:05 |
|      | Tony Moulai      | Francia | 01:51:01 | Samantha Warriner | Nuova Zelanda | 02:02:39 |
|      | Iván Raña        | Spagna  | 01:51:10 | Jessica Harrison  | Francia       | 02:02:44 |

Huatulco - Messico 
26 ottobre 2008
| Pos. | Uomini           | Uomini        | Uomini   | Donne             | Donne         | Donne    |
| Pos. | Atleta           | Paese         | Tempo    | Atleta            | Paese         | Tempo    |
| ---- | ---------------- | ------------- | -------- | ----------------- | ------------- | -------- |
|      | Kris Gemmell     | Nuova Zelanda | 02:03:23 | Samantha Warriner | Nuova Zelanda | 02:14:02 |
|      | Jarrod Shoemaker | Stati Uniti   | 02:03:32 | Sarah True        | Stati Uniti   | 02:14:45 |
|      | Laurent Vidal    | Francia       | 02:04:22 | Andrea Whitcombe  | Regno Unito   | 02:15:02 |